# 土一揆
土一揆（つちいっき／どいっき）とは、室町時代中期から後期にかけて発生した民衆の政治的要求活動をいう。

## 概要
室町中期ごろ、商品経済の発達や農業生産の向上、惣結合の強化などに伴う社会情勢の変化により、当時の先進地域だった畿内において、民衆が連帯組織、一揆を形成して、支配者（幕府や守護など）へ政治的な要求を行うようになった。これを土一揆という。この頃には、惣村の形成に見られるように、百姓らの自治連帯意識が高まっており、そうした流れの中で、百姓や地侍、馬借らが広域的に連合する土一揆が発生したと考えられている。土一揆の「土」とは当時の農民や百姓のことを「土民」と称したことに因む。
土一揆のほとんどは、徳政の実施を要求した。そのため、土一揆を徳政一揆ということもある。当時、動産、不動産の所有権は、売買などが行われたとしても、本来は元の所有者が保持しているのがあるべき姿だとする観念が存在しており、あるべきに戻すことこそ、徳政であるという思想が広く浸透していた。百姓らにとって、そうした徳政を要求することは当然の権利だと認識されており、経済的な困窮が土一揆の主要因だったとは言えない。天皇や将軍の代替わりには徳政を行うべき機会として、土一揆が発生することが多かった。次第に頻発していき、毎年のように見られるようになった。
こうした土一揆の頻発は、幕府権力の弱体化をもたらしていったが、幕府の対応は鈍く更に実際に鎮圧にあたった守護大名配下の武士の中にも長年の京都滞在に伴う生活逼迫から似たような状況下に置かれた農民達に同情的な者も多く一揆側に寝返る者が現れる始末で、幕府が度々諸大名に配下の徹底管理を命じている。また、応仁の乱直前には都に集結した兵士によって土倉などが荒らされて「私徳政」と称した事件も発生している。室町幕府は本来、土倉から土倉役、酒屋から酒屋役を徴収していたが、徳政令を発布すると、土倉が収益を失うために土倉役を免除しなければならない規定があり、当初は「徳政禁止」の命令も出した。だが、一揆はますます増加するようになり、果ては幕府自体が財政難を救うためにあえて一揆を黙認して「分一徳政令」（紛争となった債権額の一割を幕府に納付した紛争当事者が自由に処理できるとした徳政令）を出すに至った。このため、土倉や寺院と言った一揆の標的となりそうな者達は自ら自衛のための兵士を雇ってこれを防ぐ他なかった。
1428年の正長の土一揆、1441年の嘉吉の徳政一揆、1457年の長禄の土一揆、1462年の寛正の土一揆、1478年および1480年の山城土一揆などが知られる。
これに対して国人勢力が中心となって波及したものを国一揆という。

## 土一揆の評価
土一揆の理念について、惣村を基盤とした農民闘争の一環として評価する研究が主流を占めつつある。
一方、稲垣泰彦は『日本中世社会史論』の中で、個別の荘園レベルでの訴訟離散闘争が中世の基本的な農民闘争の形態であり、広域的な徳政一揆は農民闘争ではないと主張した。実態として、国人一揆や農民一揆に見られる一味神水によって作られる強固な組織と比べて、雑多な社会階層から成る土一揆には全体を統括する組織は存在しない。個々人としての農民の参加はあるにせよ、村ぐるみでの土一揆への集団的な参加は思われているよりも少なく、外部からの参加要請にも情勢判断に基づいて慎重に判断された。